# Rick Gomez
Pour les articles homonymes, voir Gomez.
Richard Harper "Rick" Gomez, né le 1er juin 1972 à Bayonne, dans le New Jersey, aux États-Unis est un acteur américain. Il est le frère ainé de Joshua Gomez (rôle de Morgan Grimes dans la série télévisée Chuck).
Il est connu pour avoir interprété le rôle du soldat George Luz, dans la série télévisée américaine Band of Brothers, racontant les aventures d'une compagnie de parachutistes américains au cours de la Seconde Guerre mondiale.
Il a également joué dans Boomtown, aux côtés de 3 de ses anciens "compagnons d'armes" de Band of Brothers ainsi que dans Ray, le film sur Ray Charles avec Jamie Foxx, en 2004 dans Helter Skelter et le policier face à Shia LaBeouf dans Transformers.
Il a joué Dave Greco dans la série What About Brian. 
Il joue le rôle d'un malfrat, Monsieur Klump, dans Sin City.
Il a aussi doublé Gippel dans le jeu vidéo Final Fantasy X-2 et Zack Fair dans Crisis Core: Final Fantasy VII.